# Sultanat Subeihi
Sultanat Subeihi (arapski: سلطنة الصبيحي ) bio je vazalna feudalna država Britanskog Carstva koja je postojala od 1886. do 1919. godine na jugu Arapskog poluotoka zapadno od luke Aden. Tteritorij ovog bivšeg sultanata danas je dijelom muhafaze Lahidž.

## Povijest
Sultanat Subeihi bio je mali plemenski sutanat koji je držao sam rog Arapskog poluotoka početkom 19. stoljeća. Zbog tog je postao izuzetno značajan Britanskom Carstvu koje je zauzelo luku Aden 1839. godine. Kako su oni nastojali osigurati svoju krunsku koloniju Aden, počeli su sklapati ugovore o zaštiti sa zatečenim feudalnim državama u okolici, koje su formalno bile pod suverenitetom osmanskog sultana. Tako je Sultanat Subeihi bio jedan od izvornih Devet kantona, koji je među prvima potpisao ugovor o zaštiti s Britanijom 1886. godine i postao dio Protektorata Aden. Ubrzo nakon toga 1919. godine Sultanat Subeihi je priključen Sultanatu Lahidžu i tako je prestao postojati.

## Poveznice
- Protektorat Aden
- Kolonija Aden
- Federacija Arapskih Emirata Juga